# Organizația Mondială a Turismului

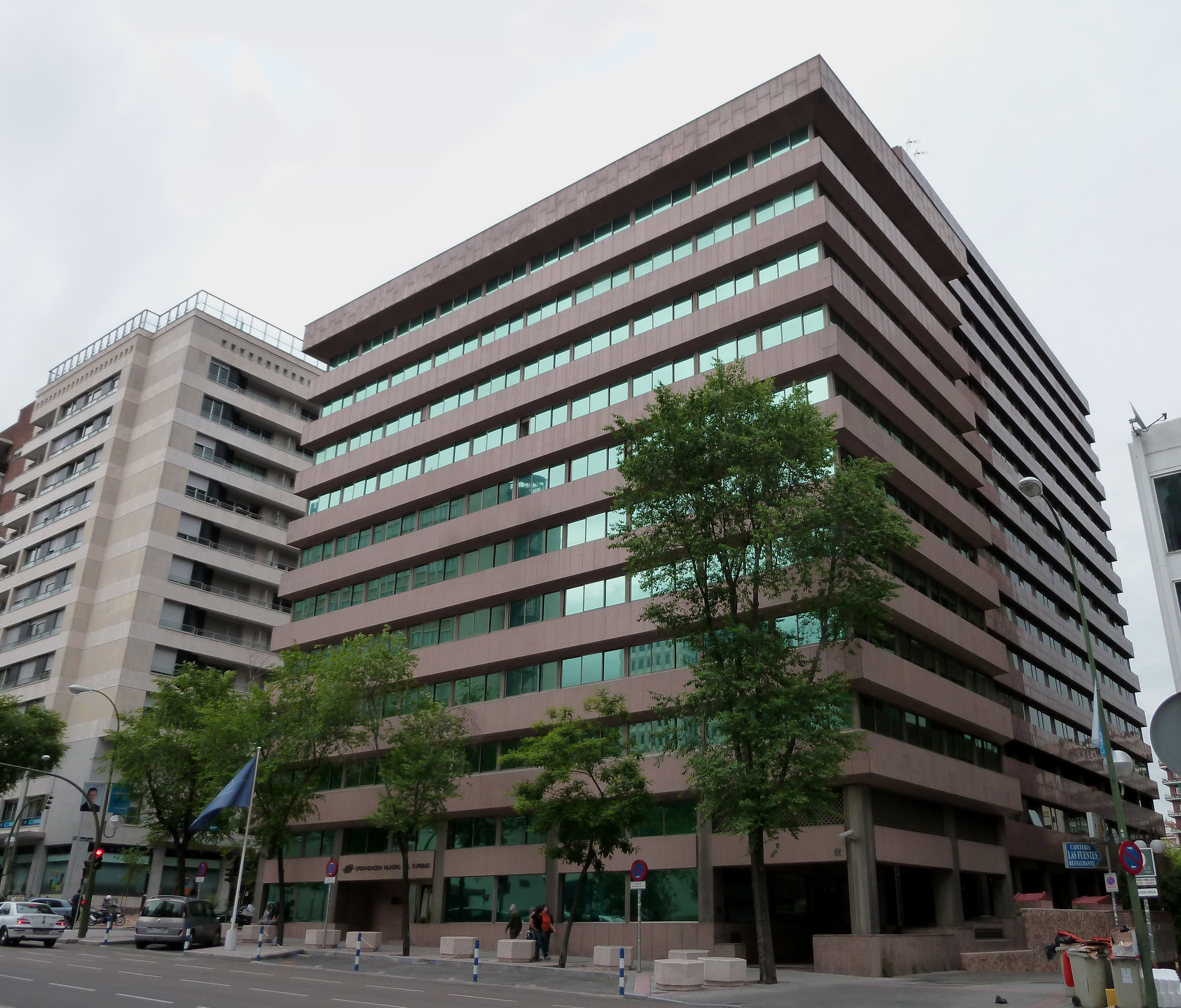
Sediul Organizaţiei Mondială a Turismului din Madrid, Spania

Organizația Mondială a Turismului (UNWTO), cu sediul în Madrid, Spania, este o agenție a Națiunilor Unite se ocupă cu problemele referitoare la turism.  Organizația Mondială a Turismului este un organism semnificativ la nivel global, cu atribuții de colectare și de colaționare de informații statistice privind turismul internațional. Această organizație reprezintă organismele turstice din sectorul public, din cele mai multe țări din lume și publică topuri cu privire la gradul de creștere a turismului la nivel global, regional sau național.

## Scopul organizației
Organizatia Mondiala a Turismului joacă un rol important în promovarea dezvoltării de fond, durabile și universal accesibilă a turismului, acordând o atenție deosebită țărilor în curs de dezvoltare.
Organizația încurajează punerea în aplicare a Codului de etică globală pentru Turism, cu scopul de a asigura faptul că țările membre, să maximizează pozitiv economic, sociale și culturale efectele turismului și de a culege pe deplin beneficiile sale, în timp ce minimalizarea impactul aspectele sociale negative asupra mediului.